# Hermann Carl Vogel

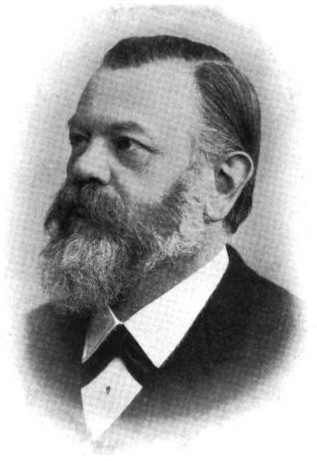
Hermann Carl Vogel (1905)

Hermann Carl Vogel

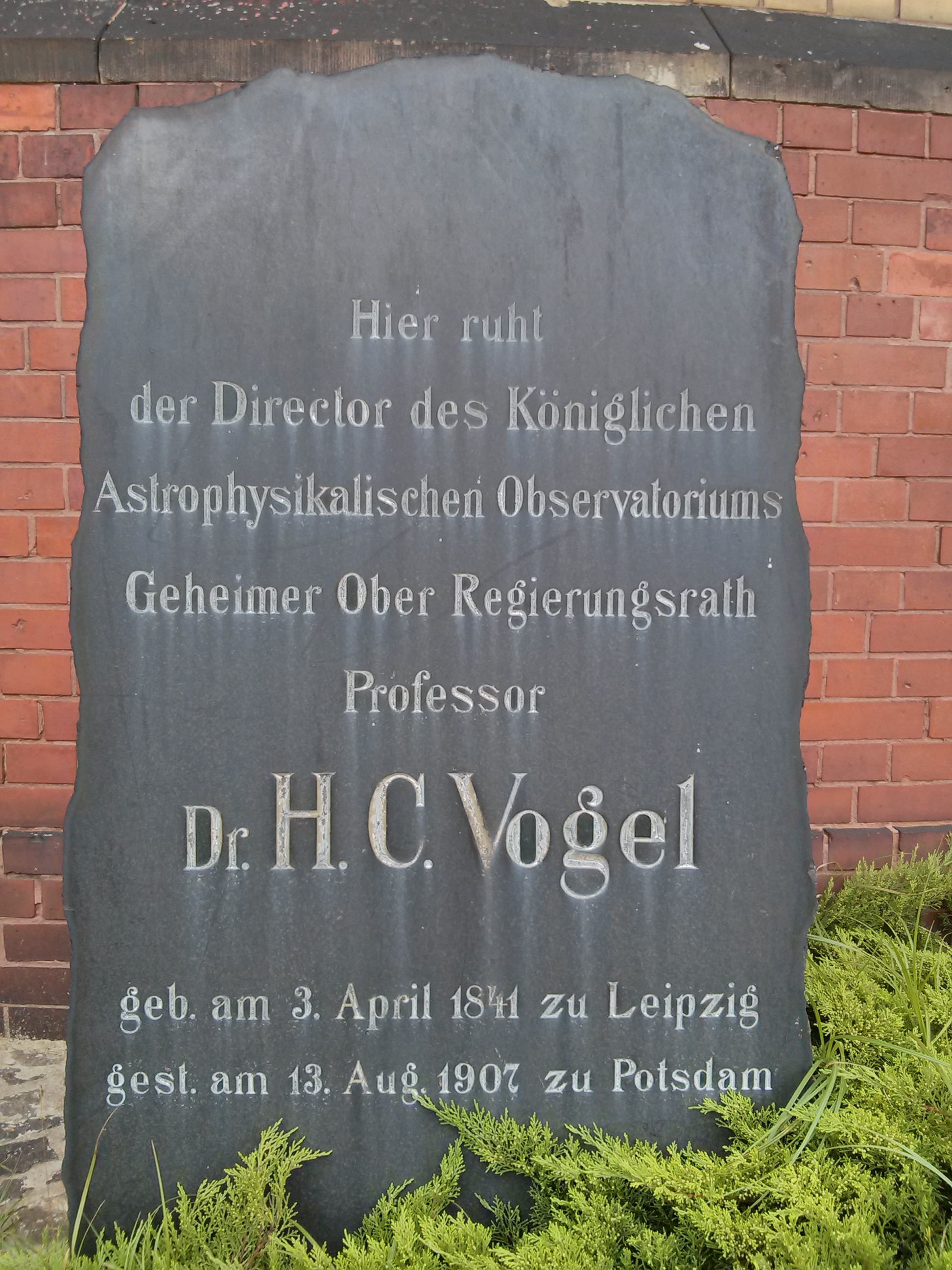
Vogels Grabstein in Potsdam

Hermann Carl Vogel (* 3. April 1841 in Leipzig; † 13. August 1907 in Potsdam) war ein deutscher Astrophysiker. Er war von 1882 bis 1907 Direktor des Astrophysikalischen Observatoriums Potsdam. Ihm gelangen weitreichende Entdeckungen im Zusammenhang mit der Spektralanalyse der Gestirne.

## Leben
Hermann Carl Vogel wurde 1841 in Leipzig geboren. Sein Vater war Johann Karl Christoph Vogel, Direktor der vereinigten Bürgerschulen und Begründer der Realschule in Leipzig. Zu seinen Geschwistern gehörten Eduard Vogel (1829–1856), Afrikaforscher und Astronom, Elise Polko (1823–1899), Dichterin und Sängerin, sowie Julie Dohmke (1827–1913), Schriftstellerin, Herausgeberin und Übersetzerin. Vogel begann 1862 sein Studium am Polytechnikum in Dresden und wechselte 1863 an die Universität Leipzig. In Leipzig war er Assistent von Karl Christian Bruhns und beteiligte sich an den Doppelsternmessungen von Friedrich Wilhelm Rudolf Engelmann.
Vogel promovierte 1870 in Jena mit einer Arbeit zu Nebelflecken und Sternhaufen (Beobachtungen von Nebelflecken und Sternhaufen, deren Declinationen zwischen 9° 30' und 15° 30' gelegen sind) und ging im selben Jahr an die Sternwarte Bothkamp des Kammerherrn Friedrich Gustav von Bülow, ca. 20 km südlich von Kiel. Hier nahm er erste Spektraluntersuchungen an Himmelskörpern vor. Sein Assistent wurde Wilhelm Oswald Lohse.
Vogel verließ die Sternwarte im Jahr 1874, um als sich als Mitarbeiter des neu gegründeten Astrophysikalischen Observatoriums Potsdam (AOP) mit der Planung und dem Aufbau der instrumentellen Ausrüstung des Instituts zu beschäftigen. In diesem Zusammenhang führte ihn im Sommer 1875 eine Studienreise nach Großbritannien.
Von 1882 bis 1907 war Vogel Direktor des AOP und entwickelte es während dieser Zeit zu einem weltweit führenden Institut der Astrophysik. Hermann Carl Vogel starb 1907 in Potsdam. Sein Grab befindet sich dort an der Südseite des großen Refraktors im Wissenschaftspark Albert Einstein auf dem Telegrafenberg.

## Arbeitsgebiete
Vogel führte spektroskopische Untersuchungen der Sterne, Planeten, Kometen und unserer Sonne durch. Er wies als erster 1871 die Sonnenrotation anhand des Doppler-Effektes der Spektrallinien nach.
Er gilt als Erfinder der photographisch-spektroskopischen Radialgeschwindigkeitsmessung an Sternen. Mit Hilfe dieser Methode gelang ihm 1889 erstmals die Entdeckung spektroskopischer Doppelsterne (u. a. des Mehrfachsternsystems Algol). 1892 legte er verlässliche Daten für insgesamt 51 Sterne vor.
Der Doppler-Effekt hatte es ihm auch auf der Erde angetan. 1875 führte er den Effekt mit der lauten Dampfpfeife einer deutschen Borsig-Lokomotive auch im akustischen Bereich vor.

## Ehrungen und Mitgliedschaften
Hermann Carl Vogel war seit 1895 Träger des Ordens Pour le mérite für Wissenschaft und Künste und u. a. Mitglied in folgenden gelehrten Gesellschaften:
- Deutsche Akademie der Naturforscher Leopoldina (1882)[2]
- Gesellschaft der Wissenschaften zu Göttingen
- Preußische Akademie der Wissenschaften, Berlin
- Royal Astronomical Society, London
- American Academy of Arts and Sciences (1892)
- Russische Akademie der Wissenschaften (1892)
- Königlich Niederländische Akademie der Wissenschaften (1897)
- National Academy of Sciences (1903)
- Bayerische Akademie der Wissenschaften (1906)
- Académie des sciences (1906)

1893 wurde er mit der Goldmedaille der Royal Astronomical Society ausgezeichnet. 1906 erhielt er den Bayerischen Maximiliansorden für Wissenschaft und Kunst.
Der Asteroid (11762) Vogel, der Mondkrater Vogel und der Marskrater Vogel sind nach ihm benannt.

## Schriften (Auswahl)
- Beobachtungen von Nebelflecken und Sternhaufen am sechsfüssigen Refractor und zwölfüssigen Aequatoreal der Leipziger Sternwarte. Engelmann, Leipzig 1867 (Digitalisat).
- Beobachtungen angestellt auf der Sternwarte des Kammerherrn von Bülow zu Bothkamp. 3 Bände. Engelmann, Leipzig 1872/73/75.
- Untersuchungen über die Spectra der Planeten: Eine von der Königl. Gesellschaft der Wissenschaften zu Kopenhagen gekrönte Preisschrift. Engelmann, Leipzig 1874 (Digitalisat).

### Herausgeber
- Newcomb-Engelmann's populäre Astronomie. Leipzig 1892 (online – Internet Archive 2. Aufl.)